# Książę krwi imperatorskiej
Książę krwi imperatorskiej (ros. князь императорской крови), księżna krwi imperatorskiej (ros. княжна императорской крови) – tytuł członków domu panującego w Imperium Rosyjskim, nabywany z faktu urodzenia jako potomek cesarza Rosji w stopniu dalszym niż wnuk.

## Wprowadzenie tytułu
Wraz z rozrastaniem się domu Romanowów nastała potrzeba ograniczenia kręgu osób, którym przysługiwać miał tytuł i prawa (w tym majątkowe) wielkiego księcia (великий князь). Bezpośrednią przyczyną podjęcia kroków w tym kierunku było pierwsze małżeństwo wielkiego księcia, którego ojciec jeszcze nie objął władzy – Konstantyna Konstantynowicza – z Elżbietą Augustą Sachsen-Altenburg (w 1884). 24 stycznia 1885 cesarz Aleksander Aleksandrowicz ograniczył wspomniany krąg wyłącznie do dzieci i wnuków panującego, nie wprowadzając jednak żadnego tytułu w zamian.
Błąd ten cesarz naprawił ukazem z 2 lipca 1886, kiedy to wprowadzono kategorię księcia krwi imperatorskiej i jej atrybuty. Pierwszą osobą, której nadano ten tytuł, był Ioann Konstantynowicz (Iwan Konstantynowicz), urodzony w 1886.

## Atrybuty
W odróżnieniu od wielkich książąt, których tytułowano Wasza Imperatorska Wysokość (Его/Её Императорское Высочество), książąt krwi imperatorskiej miano odtąd tytułować Wasza Wysokość (Его/Её Высочество), o ile byli prawnukami cesarza lub ich najstarszymi synami, lub Jaśnie Panie (Его/Её Светлость, dosłownie Wasza Światłość lub Wasza Jasność) w pozostałych przypadkach.
Książęta krwi imperatorskiej zyskiwali także własny herb, odrębny od wielkoksiążęcego.
Jeszcze inną oznaką obniżenia statusu książąt w stosunku do wielkich książąt było przeniesienie momentu dekorowania ich Orderem św. Andrzeja Apostoła Pierwszego Powołania (w przypadku chłopców) i Orderu św. Katarzyny Męczennicy (w przypadku dziewcząt) z chwili chrztu na moment osiągnięcia pełnoletniości. Dotyczyć to miało ponadto tylko wspomnianych wyżej prawnuków cesarza lub ich najstarszych synów, bowiem pozostałych książąt krwi imperatorskiej dotyczyć miały odtąd ogólne zasady przyznawania orderów.

## Małżeństwa
Małżonki książąt krwi imperatorskiej miano tytułować Ich Wysokościami. Tylko jeden z książąt krwi imperatorskiej, wspomniany wyżej Ioann Konstantynowicz, wstąpił w małżeństwo dynastyczne z członkiem domu panującego. Jego syn Wsiewołod Ioannowicz jest jedynym prawnukiem cesarza, który został uznany Jego Imperatorską Wysokością. Z kolei córka Ioanna, Katarzyna Ioannowna, jest ostatnią żyjącą (w 2007) księżną krwi imperatorskiej urodzoną przed rewolucją lutową i ostatnią osobą, co do której nie pozostają żadne wątpliwości co do jej statusu księcia czy księżnej krwi imperatorskiej.
Od 1911 książętom krwi imperatorskiej wolno było wstępować w związki nierównoprawne – z zachowaniem członkostwa w rodzie Romanowów, ale przy rezygnacji z praw do sprawowania władzy i dziedziczenia tronu. Z prawa tego zdążyła w 1915 skorzystać księżna krwi imperatorskiej Tatiana Konstantynowna, która wydała się za księcia gruzińskiego z domu Bagration-Muchrański.

## Po 1917
Ostatnią osobą, która urodziła się w domu Romanowów z bezspornie dynastycznego małżeństwa, był Włodzimierz Cyrylowicz. Urodził się on jednak już po abdykacji Michała II i według niektórych opinii nie jest księciem krwi imperatorskiej. Prawa wszystkich pozostałych osób do tego tytułu, poza wspomnianą Katarzyną Ioannowną, są kontestowane z różnych powodów. Część z członków rodu Romanowów sięgnęła zatem po, niemający oparcia w wydanych do rewolucji aktach prawnych, tytuł połączony z nazwiskiem: książę Romanow.